# Cornus meyeri
Cornus meyeri là một loài thực vật có hoa trong họ Cornaceae. Loài này được (Pojark.) Pilip. miêu tả khoa học đầu tiên năm 1960.